# Gram Lergrav – Palæontologi
Gram Lergrav – Palæontologi er en afdeling af Museum Sønderjylland for naturhistorie og palæontologi, som ligger ved Gram Lergrav lidt nord for byen Gram.
Museet blev åbnet i 1976 under navnet Midtsønderjyllands Museum. Senere tog den navneforandring til Naturhistorisk museum Gram. Den havde til huse i Gram Slot, indtil den flyttede til en nybygning ved siden af lergraven i 2005. Året efter indgik museet i Museum Sønderjylland og blev igen omdøbt.

## Udstilling
Museet viser især de 10 millioner år gamle fossiler, der er fundet i Gram lergrav. De dyr, der bliver udstillet, har levet i Gramhavet – den østlige del af Nordsøen. Det dækkede størstedelen af Danmark. Når dyrene døde, sank de ned på bunden, hvor de blev dækket af fint ler, der blev skyllet ud med flodvandet fra land. De, der blev dækket, inden ådselsæderne nåede af fortære dem, kan man i dag finde som fossiler i Gram Lergrav.
Museet har i mange år udgravet fossilerne fra lergraven. Blandt de vigtigste er skeletter af hvaler, tænder af mange forskellige hajtyper (blandt andet kæmpehajen Megalodon) øresten fra fisk, krabber, søpindsvin, snegle og muslinger samt mange andre mindre dyr, der har levet i havet.

## Udgravning
I lergraven ved siden af museet må de besøgende selv udgrave i leret. Der er muligheden for at undersøge fundene bagefter i museets laboratorium. De almindeligt forekommende fossiler må man tage med hjem.